# Premio DeA Planeta
Il Premio DeA Planeta è stato un riconoscimento letterario che viene assegnato annualmente a opere inedite di narrativa in lingua italiana.
Nasce su iniziativa di Planeta De Agostini - joint venture dell’editore spagnolo Grupo Planeta e di quello italiano De Agostini - con l’intento di scoprire romanzi di qualità.
Il premio assegna un riconoscimento economico del valore di 150000 € e la pubblicazione dell’opera vincitrice.

## Vincitori e finalisti
- 2019
  - Nel silenzio delle nostre parole[1][2][3] di Simona Sparaco
  - La marocchina di Silvia Bottani
  - La congregazione di David Mancini (pseudonimo)
  - Io sono luce di Rosa Matteucci
  - L’esercizio di CP (pseudonimo)
- 2020
  - Le imperfette[4][5][6] di Federica De Paolis
  - Jacu di Paolo Pintacuda
  - Il ladro di note di Greta Leone (pseudonimo)
  - Terre di vento di Marco Steiner
  - Il pugnale di ossidiana di Giulia Nebbia